# Kommandotecken
Kommandotecken, en typ av fälttecken, är personliga befälstecken för att utmärka statschefer, regeringschefer, försvarsministrar och högre militära befäl. De kan föras som fanor, standar, på fordon och hissade på fartyg. Enligt den svenska försvarsmaktens ordbok är ett kommandotecken, ett "standarliknande fälttecken som anger högre militära befälhavares uppehållsplats".

## Australien

Generalguvernören
Försvarschefen

## Danmark

Försvarsministern
Försvarschefen

## Israel

Presidenten
Premiärministern
Försvarsministern
Ramatkalen, Israels försvarschef

## Kroatien

Presidentens kommandotecken
Riksföreståndaren för Oberoende staten Kroatiens kommandotecken

## Lettland

Presidentens kommandotecken

## Litauen

Presidentens kommandotecken

## Nya Zeeland

Generalguvernören

## Polen

Presidentens kommandotecken

## Ryssland

Kommandotecken för Ryska federationens president
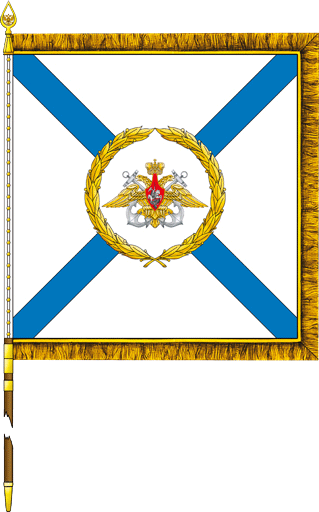
Kommendörens för marinen kommandotecken
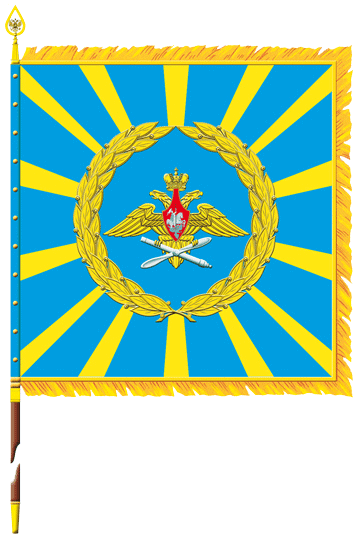
Kommendörens för flygvapnet kommandotecken

## Schweiz

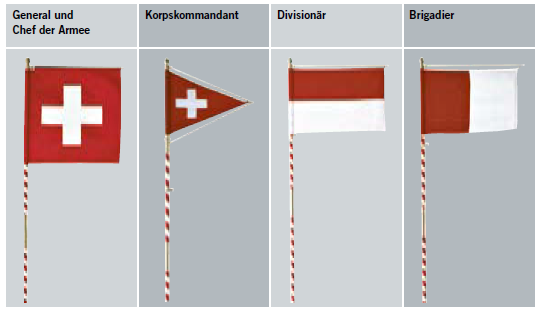
Kommandotecken i Schweizer Armee. Från vänster till höger: General (överbefälhavare i krigstid), generallöjtnant, generalmajor, brigadgeneral.

## Sverige

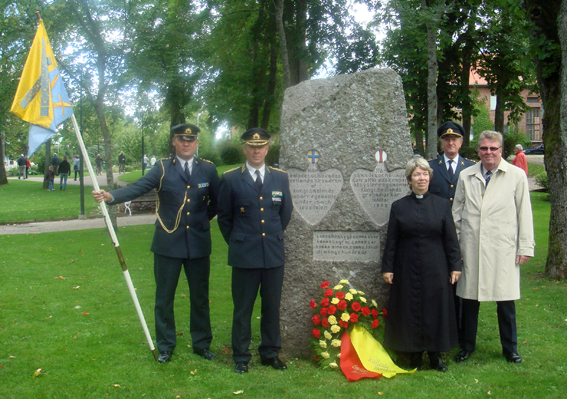
Arméinspektör Berndt Grundevik med kommandotecken 2007.

1901 infördes befälstecken inom armén efter tysk förebild. Då för arméchef, arméfördelningschef, och kavallerifördelningschef, samt senare även för cheferna för Gotlands och Övre Norrlands trupper. 
Beteckningen ändrades 1943 till kommandotecken och infördes efterhand för:
- cheferna för militärområdena - gul duk med två korslagda blå svärd varöver en latinsk siffra. "I" för I. militärområdet, "II" för II. militärområdet och så vidare.
- cheferna för armékårerna - blå duk med två korslagda gula kommandostavar under en siffra.
- cheferna för arméfördelningarna - duk delat i blått, gult, och blått med en latinsk siffra. I för I. armefördeningen, "II" för II. arméfördelningen och så vidare.

Även vissa brigadchefer hade egna kommandotecken. Samtliga tecken avskaffades 1960. Då en ny indelning i militärområden infördes 1966 fick militärbefälhavarna kommandotecken. 1995 infördes de för fördelningscheferna.
Idag innehas kommandotecken av Konungen, Överbefälhavaren, chefen för insatsledningen, cheferna för arméns, marinens, flygvapnets taktiska staber, chefen för Specialförbandsledningen. Försvarsministern har ett särskilt tecken som endast förs ombord på fartyg.

H.M. Konungens kommandotecken
Regentens kommandotecken
Försvarsministerns kommandotecken
ÖB:s kommandotecken
Chefen för insatsstabens kommandotecken
Arméchefens kommandotecken
Marinchefens kommandotecken
Flygvapenchefens kommandotecken
Chefen för specialförbandsledningens kommandotecken

## Storbritannien

Försvarsministern
Försvarschefen
Arméstabschefen
Flygvapenstyrelsen Air Force Board

## Tjeckien

Presidentens kommandotecken

## Tyskland

Armeeoberkommando 1871-1918 1933-1945
Generalkommando 1871-1918 1933–1945
Divisionskommando 1871-1918 1933-1945
Bundeswehrs generalinspektör 1959-idag
Kommandierende General 1994-idag
Divisionskommandeur der Panzertruppen 1957-idag

Kejsarens kommandotecken 1871-1888
Rikspresidententen 1926-1933
Rikspresidententen 1933-1935
Führern och rikskanslern 1935-1945
Tyska Demokratiska Republikens president 1955-1960
Förste ordförande i Tyska Demokratiska Republikens Statsråd 1960-1990
Förbundspresidenten 1955-idag

- Tyska 
 Demokratiska 
 Republikens 
 president 
 1955-1960
- Förste ordförande i 
Tyska 
 Demokratiska 
 Republikens 
 Statsråd 
 1960-1990
- Förbundspresidenten 
 1955-idag

- Armeeoberkommando 
 1871-1918 
 1933-1945
- Generalkommando 
 1871-1918 
 1933–1945
- Divisionskommando 
 1871-1918 
 1933-1945
- Bundeswehrs generalinspektör 
 1959-idag
- Kommandierende General 
 1994-idag
- Divisionskommandeur 
 der Panzertruppen 
 1957-idag

## USA

Presidentens kommandotecken 1960-idag
Försvarsministerns kommandotecken 1947-idag
Inrikessäkerhetsministerns flagga 2003-idag
Arméministerns kommandotecken
Marinministerns kommandotecken
Flygvapenministerns kommandotecken
Försvarschefens kommandotecken

## Österrike

Förbundspresidentens kommandotecken